# Erquelinnes
Erquelinnes (in vallone Erkelene) è un comune belga di 9 570 abitanti, situato nella provincia vallona dell'Hainaut.
Nel 2021 un contadino sposta la pietra di confine con la Francia di 2 metri, rendendo il Paese più grande.